# Žďár (Mladá Boleslav-i járás)
Žďár település Csehországban, a Mladá Boleslav-i járásban. Žďár Loukov, Olešnice, Boseň, Březina, Kněžmost, Příšovice, Vyskeř, Všeň, Libošovice és Branžež településekkel határos. Lakosainak száma 1532 fő (2024. január 1.).

## Népesség
A település lakosságának változását az alábbi diagram mutatja:
| Lakosok száma | 1296 | 1569 | 1499 | 1434 | 1243 | 1162 | 1366 | 1417 | 1454 | 1532 |
|               | 1869 | 1890 | 1921 | 1950 | 1980 | 2001 | 2017 | 2019 | 2022 | 2024 |